# 铁岭镇
铁岭镇，是中华人民共和国黑龙江省牡丹江市阳明区下辖的一个乡镇级行政单位。

## 行政区划
铁岭镇下辖以下地区：
铁岭社区、色织社区、爱河社区、南山社区、青化社区、一村、二村、三村、福民村、东新村、福长村、青梅村、四道村、北岔村、苇子沟村和南岔村。